# 警方求助
《警方求助》（義大利語：La polizia chiede aiuto）是一部1974年意大利電影，由馬西莫·達拉馬諾執導。

## 剧情
警方正在調查15歲的西尔维娅·波尔韦西的死亡事件，她在接到匿名電話後被發現上吊身亡。在審問嫌疑人和目擊者後，發現了一盤錄音帶，其中录下了幾次性行为。警方由此找到了一個未成年賣淫團伙和一名騎摩托車的連環殺手。

## 制作
這部電影是在羅馬的Dear Studios拍攝的。

## 发行
本片於1974年8月10日在意大利上映，由PAC發行。本片在國內上映的總票房為1,344,301,000義大利里拉。
本片於2018年8月14日由Arrow Video發行藍光版，根據原始胶卷底片進行修復。